# Anthony Muheria

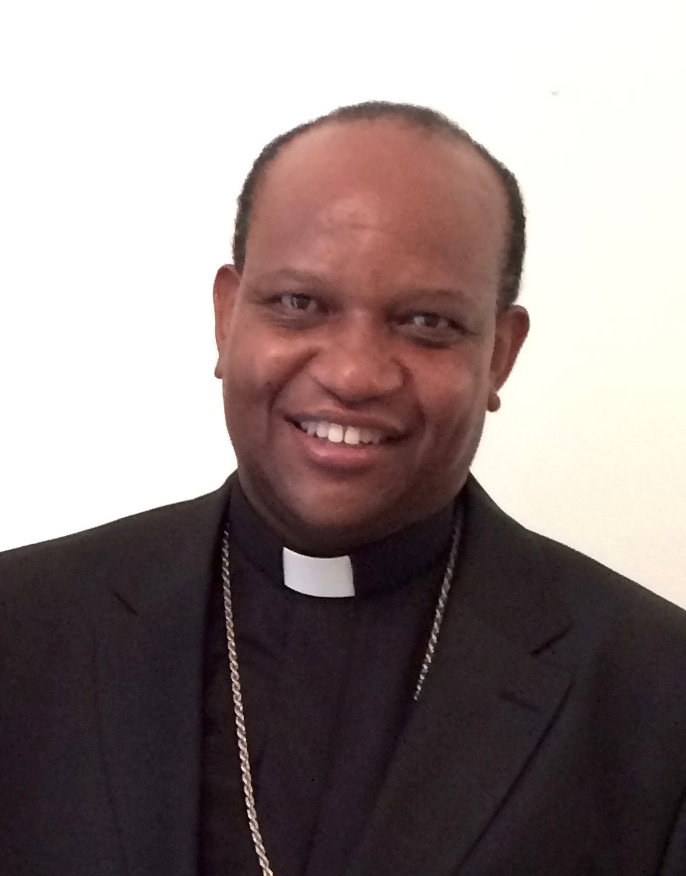
Anthony Muheria, 2016

Anthony Muheria (* 27. Mai 1963 in Kaburugi) ist ein kenianischer Geistlicher und römisch-katholischer Erzbischof von Nyeri.

## Leben
Anthony Muheria trat der Personalprälatur Opus Dei bei und empfing am 13. Juni 1993 die Priesterweihe.
Papst Johannes Paul II. ernannte ihn am 30. Oktober 2003 zum Bischof von Embu. Die Bischofsweihe spendete ihm der Apostolische Nuntius in Kenia, Giovanni Tonucci, am 10. Januar des nächsten Jahres; Mitkonsekratoren waren John Njue, Koadjutorerzbischof von Nairobi, und Raphael S. Ndingi Mwana’a Nzeki, Erzbischof von Nairobi.
Papst Benedikt XVI. ernannte ihn am 28. Juni 2008 zum Bischof von Kitui. Für die von Dezember 2014 bis zum Juni 2018 andauernde Sedisvakanz wurde er am 21. Februar 2015 zum Apostolischen Administrator des Bistums Machakos ernannt.
Am 23. April 2017 ernannte ihn Papst Franziskus zum Erzbischof von Nyeri. Die Amtseinführung fand am 17. Juni desselben Jahres statt. Bis zur Amtseinführung seines Nachfolgers Joseph Mwongela am 29. August 2020 verwaltete er das Bistum Kitui als Apostolischer Administrator.
Vom 30. September 2023 bis zum 16. November 2024 verwaltete er das vakante Bistum Embu als Apostolischer Administrator.